# Filip Trybom
Arvid Filip Trybom, född 24 december 1850 i Fivelstads socken, Östergötlands län, död 15 februari 1913 i Stockholm, var en svensk zoolog.
Trybom blev student vid Uppsala universitet 1870, filosofie licentiat där 1882 och filosofie hedersdoktor vid Linnéjubileet 1907. Han blev 1878 tillförordnad och 1885 ordinarie förste fiskeriassistent, 1903 fiskeriinspektör i Lantbruksstyrelsen och 1908 byråchef för fiskeriärenden där.
Redan under studentåren deltog Trybom större zoologiska forskningsresor; 1876 var han entomolog i Adolf Erik Nordenskiölds expedition till Jenisej och 1877 i löjtnant Herman Sandebergs expedition till Kolahalvön; 1878 företog han tillsammans med Hjalmar Théel på en kanonbåt undersökningar i svenska farvatten.
I sin egenskap av fiskeritjänsteman verkade Trybom framgångsrikt för det svenska fiskeriet, både vad gäller sillfisket i Bohuslän, drivgarnsfiskets organisering, insjöfisket och kräftodlingen. På hans förslag tillsattes 1905 en kommission, i vilken han var ledamot, för granskning av behoven av fiskhamnar vid Sveriges kuster, en fråga, om vars lösning han inlade stor förtjänst.
I egenskap av medlem av den svenska hydrografisk-biologiska kommissionen deltog Trybom verksamt I den internationella havsforskningens arbeten. Förutom talrika inrikes tjänsteresor företog han även en rad utlandsresor, dels för anordnande av fiskeriutställningar, dels för att studera fiskodlingsmetoder, bland annat 1885–86 i Nordamerika. Åren 1897–1901 tjänstgjorde han som Svenska fiskareförbundets sekreterare och skattmästare.
Lantbruksstyrelsens publikationer innehåller redogörelser för ett stort antal av Tryboms undersökningar; bland annat publicerade han handboken Fiskevård och fiskodling (1893); i Nordisk familjebok författade han ett flertal artiklar rörande fiskerinäringen. Som entomolog gjorde han sig bemärkt genom några avhandlingar om insektordningen blåsfotingar. Han var ledamot av Lantbruksakademien (1896) och Vetenskaps- och vitterhetssamhället i Göteborg (1909).